# Садиба (Новосокольнический район)
Садиба — деревня в Новосокольническом районе Псковской области России. Входит в состав Вязовской волости.

## География
Расположена к востоку от озера Ходшо, в 67 км к северо-западу от города Новосокольники и в 2 км к юго-западу от волостного центра, деревни Вяз.

## Население
| 2001 | 2002 | 2010 |
| ---- | ---- | ---- |
| 26   | ↘22  | ↗23  |

Численность населения деревни по оценке на начало 2001 года составляла 26 человек.